# Hattenville
Hattenville là một xã thuộc tỉnh Seine-Maritime trong vùng Normandie miền bắc nước Pháp.

## Huy hiệu
| Arms of Hattenville | The arms of Hattenville are blazoned: Per chevron argent and gules, a balance sable and a trowel bendwise argent, and on a chief azure a lion between 2 pierced mullets Or. |

## Dân số
| Năm | 1962 | 1968 | 1975 | 1982 | 1990 | 1999 | 2006 |
| --- | ---- | ---- | ---- | ---- | ---- | ---- | ---- |
| Dân số | 359  | 409  | 325  | 419  | 468  | 552  | 652  |
| From the year 1962 on: No double counting—residents of multiple communes (e.g. students and military personnel) are counted only once. |      |      |      |      |      |      |      |